# رایتستاون، نیوجرسی
رایتستاون (به انگلیسی: Wrightstown) شهری در ایالت نیوجرسی کشور ایالات متحده آمریکا است که جمعیت آن در سرشماری سال ۲۰۱۰ میلادی، ۸۰۲ نفر بوده‌است.